# بولیگی
بولیگی شهری است در ایالت آلاباما در کشور آمریکا.

## مکان
بولیگی در موقعیت () قرار دارد.
با توجه به اطلاعات اداره آمار آمریکا مساحت آن در حدود ۱۰٫۲ کیلومترمربعاست.

## مردم‌شناسی
با توجه به آمار سال ۲۰۰۰ جمعیت آن ۳۶۹ نفر، ۱۵۰ خانواده در آن ساکن هستند.
تعداد ۱۷۹ واحد خانه در هر مساحت تقریبی (۱۷،۵akm²) قرار دارد.
۳۵،۲% درصد از خانواده‌های فرزند زیر ۱۸ سال داشتند که از این تعداد ۲۶% درصد زوج بوده و ۴۱،۳% درصد زنان بدون شوهر و ۳۰% درصد نیز غیر خانواده بودند.
متوسط درآمد یک خانواده در حدود ۱۶،۱۴۶ دلار آمریکا است و زنان درآمد متوسط ۲۳،۷۵۰ دلار آمریکا و مردان درآمد متوسط ۲۱،۰۰۰ دلار آمریکا بدست می‌آورند.